# やまぐち情報ワイド やるっチャ!
『やまぐち情報ワイド やるっチャ!』（やまぐちじょうほうワイド やるっちゃ!）は、tysテレビ山口で2016年4月1日より放送開始、毎週金曜日で、当初は15:48～16:48の間に放送されていたが、同年7月1日より13:55～14:53の間に放送されている生放送の情報バラエティ番組であった。2017年4月28日の放送で最終回を迎えた。同局アナウンサー関谷名加が産休明けで初のメイン司会者となった。なお、2016年9月2日より翌年4月28日の最終回までは、横溝洋一郎、木村智美両アナウンサーがメイン司会となった。

## 出演者
（※ 2016年9月2日～2017年4月28日の最終回まで）
- 横溝洋一郎（テレビ山口アナウンサー）
- 木村智美（同上）

（※開始当初からレギュラー）
- 岡澤アキラ
- JUNYA
- セニョール小林（「カルチャーおもちゃ箱」 コーナー担当）

※岡澤、JUNYAの2人は、2016年3月18日で終了した、寄り道カフェパブロからレギュラーを継承されている。
（※ 2016年8月26日まで）
- 関谷名加（テレビ山口アナウンサー）（メイン司会者）
- 永岡克也（同上）
- 木村那津美（同上）